# Schwarzberggletscher
Der Schwarzberggletscher ist ein Gebirgsgletscher im Kanton Wallis und liegt in den Walliser Alpen im hinteren Saastal östlich des Mattmarksees. Im September 2010 wurde die Länge mit 3,66 km ermittelt. Die Messung der Fläche im Jahr 2004 ergab 5,33 km². Die Exposition des Gletschers ist Nordost.
Seinen Ursprung hat der Schwarzberggletscher auf der Nordseite der Roffelhörner (bis 3517 m ü. M.) und des Steinkalkhorns (3333 m ü. M.), über welche die Grenze zwischen Italien und der Schweiz verläuft. In seinem oberen Teil ist der Gletscher mit über zwei Kilometern sehr breit. Er fliesst zunächst nach Norden, flankiert vom Strahlhorn im Westen und dem Grünberghorn (3074 m ü. M.) im Osten, und wird dabei immer schmaler. Im Zungenbereich, der im Jahr 2007 auf 2657 m ü. M. oberhalb einer steilen Felswand lag, ist er nur noch rund 500 m breit. Das Schmelzwasser fliesst in den Stausee Mattmark und später mit der Saaser Vispa zur Rhone. Der Schwarzberggletscher ist gegen Westen über den firnbedeckten Pass Schwarzberg Weisstor (3570 m ü. M.) mit dem Findelgletscher verbunden. Gegen Osten hängt er mit dem Seewjinengletscher zusammen, einem 1,5 km² grossen Firnfeld am Nordhang des Rothorns (3230 m ü. M.) westlich des Monte-Moro-Passes.
In seinem Hochstadium während der Kleinen Eiszeit um die Mitte des 19. Jahrhunderts reichte der Schwarzberggletscher bis ins Tal beim heutigen Mattmarksee hinunter.